# Claude Hurtubise
Pour la maison d'édition franco-belge, voir Éditions de l'Arbre.
Claude Hurtubise est un éditeur québécois né le 23 septembre 1914 à Westmount et mort le 22 novembre 1999 à Westmount,.
Il a épousé Lucille Hurtubise fille de Joseph et Joséphine Gravel.
Il est cofondateur, avec Jean Le Moyne, Robert Élie, Hector de Saint-Denys Garneau et Paul Beaulieu de la revue La Relève. 
Il fonde la maison des Éditions de l'Arbre.
Il recrute alors plusieurs des auteurs qui participaient auparavant aux revues littéraires La Relève et La Nouvelle Relève. 
Il est le premier à publier des auteurs marquants de l'histoire littéraire québécoise tels qu'Anne Hébert, Roger Lemelin, Yves Thériault, Jacques Ferron et Gabrielle Roy. 
Il fonde ensuite en 1960 la maison d'édition Hurtubise (puis HMH), qui publie des œuvres de Rina Lasnier, Marie-Claire Blais, Robert Charbonneau, Roger Lemelin, Pierre Elliott Trudeau, Pierre Vadeboncœur, Guy Frégault et Fernand Dumont. 

## Distinctions
- 1999 - Prix Fleury-Mesplet